# 아프가니스탄 공화주의자 반란
아프가니스탄 공화국 반란(Republican insurgency in Afghanistan)은 한쪽에서는 아프가니스탄 이슬람 공화국의 깃발 아래 싸우는 국민저항전선과 연합군, 그리고 아프가니스탄 이슬람 토후국(탈레반이 통제하는 국가) 사이에서 진행되고 있는 저급 유격전이다. 2021년 8월 17일, 전 아프가니스탄 제1부통령 암룰라 살레(Amrullah Saleh)는 자신을 아프가니스탄의 "관리자"(caretaker) 대통령이라고 선언하고 저항을 선언했다. 8월 26일, 잠시 휴전이 선언되었다. 9월 1일, 탈레반이 저항군 진지를 공격하면서 회담이 결렬되고 전투가 재개되었다.
2021년 9월 3일 기준, 판지시르(Panjshir)의 반군 외에도 아프가니스탄 중심부에는 소수 민족 및 종교적 소수자의 지원을 받아 여전히 탈레반에 저항하는 지역도 있었다. 9월 6일, 탈레반은 판지시르주 대부분을 장악했고 저항군은 산으로 후퇴하여 지역 내에서 계속 전투를 벌였다. 계곡에서의 충돌은 9월 중순에 대부분 중단되었으며, 저항군 지도자 암룰라 살레와 아흐마드 마스우드는 이웃 타지키스탄으로 도망갔다. 이러한 발전에도 불구하고 NRF 저항 세력은 계속해서 전투를 벌였으며 2022년 초까지 바글란주, 발흐주, 바다흐샨주 및 파르야브주를 포함한 여러 지역에서 여전히 게릴라 캠페인을 벌였다. 또한 독립적인 반탈레반 민병대가 2021년 12월 기준 사망간주 지역에서 여전히 영토를 장악하고 있다.
2022년 12월 기준 NRF는 어떤 영토도 통제하지 않지만 계속해서 일격이탈 유격전을 수행하고 있다. 2023년 12월 기준 NRF 지도자 아흐마드 마스우드는 NRF가 아프가니스탄의 34개 주 중 20개 주에서 탈레반을 상대로 공격을 실시하고 있다고 주장했다.

## 같이 보기
- 아프가니스탄 전쟁 (2001년~2021년)
- 2021년 탈레반 공세